# 赫里克鎮區 (內布拉斯加州諾克斯縣)
赫里克鎮區（英語：Herrick Township）是位於美國內布拉斯加州諾克斯縣的一個行政鎮區。

## 地方資料
赫里克鎮區的面積為65.48平方千米，當中陸地面積為49.32平方千米，而水域面積為16.16平方千米。根據2020年美國人口普查的數據，當地共有人口90人，而人口密度為每平方千米1.37人。